# Бошкович (лунный кратер)
Кратер Бошкович (лат. Boscovich) — останки ударного кратера в центральной части видимой стороны Луны. Название дано в честь сербского физика, математика, астронома, священника-иезуита Руджера Иосипа Бошковича (1711—1787) и утверждено Международным астрономическим союзом в 1935 г. 

## Описание кратера

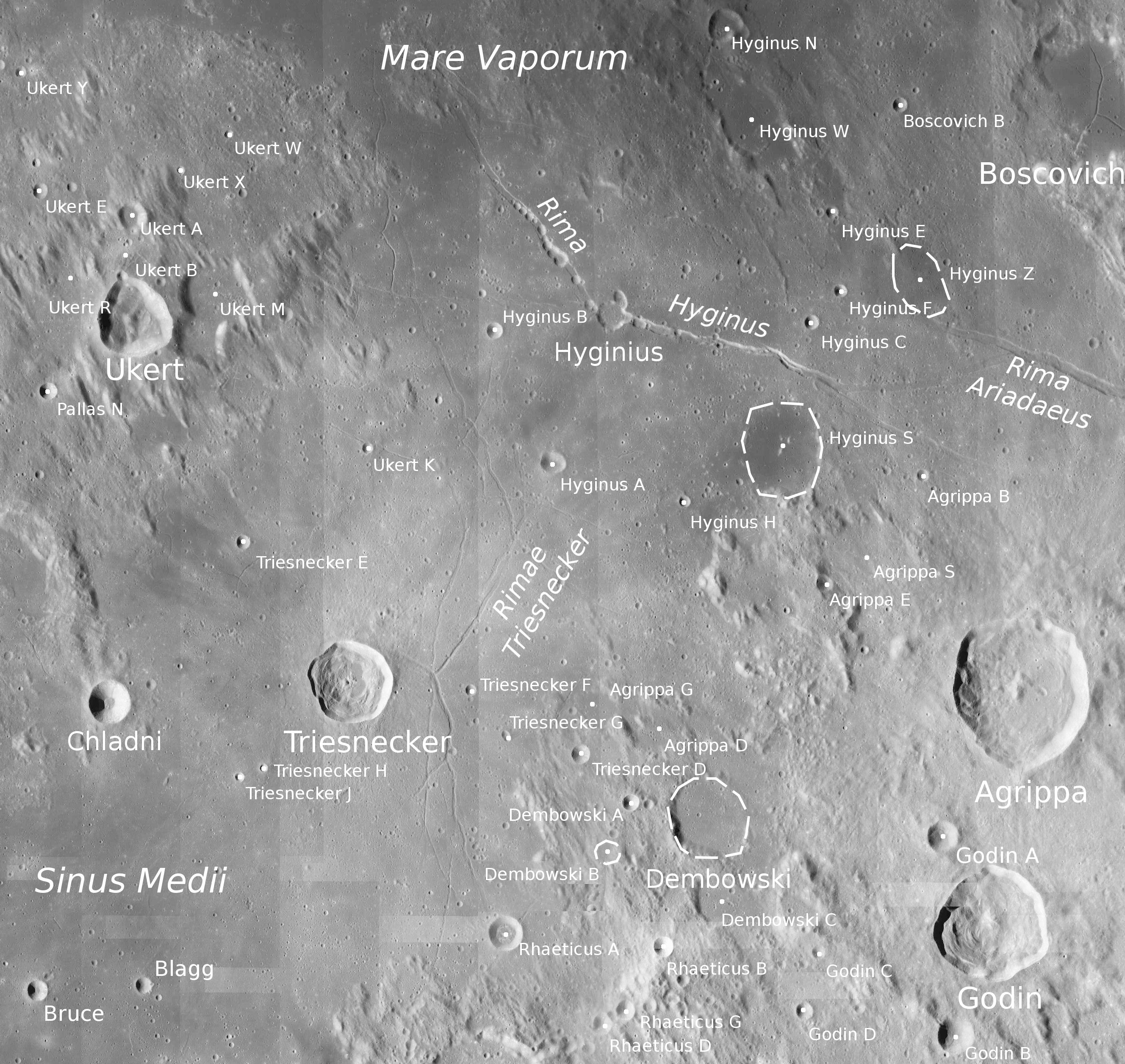
Окрестности кратера Бошкович. Снимок зонда Lunar Reconnaissance Orbiter.

Ближайшими соседями кратера являются кратер Манилий на северо-западе; кратер Юлий Цезарь на востоке; кратер Зильбершлаг на юго-востоке и кратер Агриппа на юге. На юге от кратера располагается борозда Аридея. Селенографические координаты центра кратера 9°43′ с. ш. 11°01′ в. д. / 9,71° с. ш. 11,01° в. д., диаметр 41,5 км, глубина 1,78 км.
За время своего существования кратер практически полностью разрушен. Высота остатков вала над окружающей местностью составляет 1090 м. Дно чаши кратера ровное за исключением западной части и имеет низкое альбедо, за счет чего кратер выделяется темным пятном на фоне окружающей местности. 
Внутренняя часть кратера имеет яркость 1 ½° по таблице яркостей Шрётера и является одним из наиболее темных объектов на видимой стороне Луны. Чаша кратера пересечена бороздами Бошковича. Объем кратера составляет около 1650 км³.

## Сателлитные кратеры

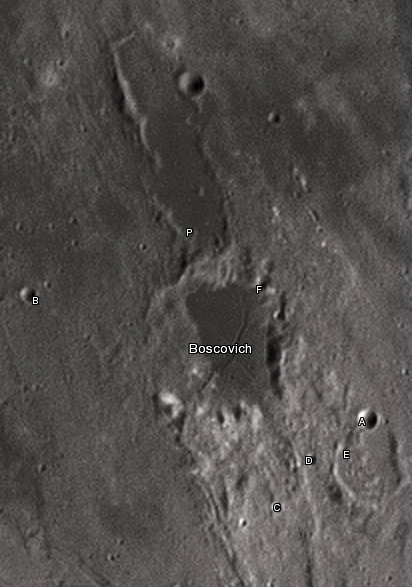
Снимок Девида Кемпбелла.

| Бошкович | Координаты                                            | Диаметр, км |
| -------- | ----------------------------------------------------- | ----------- |
| A        | 9°28′ с. ш. 12°38′ в. д. / 9,46° с. ш. 12,63° в. д.   | 5,8         |
| B        | 9°47′ с. ш. 9°13′ в. д. / 9,79° с. ш. 9,22° в. д.     | 4,3         |
| C        | 8°28′ с. ш. 11°58′ в. д. / 8,47° с. ш. 11,96° в. д.   | 3,1         |
| D        | 8°58′ с. ш. 12°11′ в. д. / 8,97° с. ш. 12,19° в. д.   | 3,5         |
| E        | 9°02′ с. ш. 12°43′ в. д. / 9,03° с. ш. 12,72° в. д.   | 19,8        |
| F        | 10°26′ с. ш. 11°22′ в. д. / 10,44° с. ш. 11,37° в. д. | 4,0         |
| P        | 11°28′ с. ш. 10°19′ в. д. / 11,47° с. ш. 10,31° в. д. | 64,8        |